# 托尔塞维维耶昂沙尔尼
托尔塞维维耶-昂沙尔尼（法語：Torcé-Viviers-en-Charnie，法語發音：[tɔʁse vivje ɑ̃ ʃaʁni]）是法国马耶讷省的一个市镇，属于拉瓦勒区。

## 地理
托尔塞维维耶-昂沙尔尼（48°5'56"N, 0°15'42"W）面积48.77 平方千米，位于法国卢瓦尔河地区大区马耶讷省，该省份为法国西北部内陆省份，北起芒什省和奧恩省，西接伊勒-维莱讷省，南至曼恩-卢瓦尔省，东临萨尔特省。
与托尔塞维维耶-昂沙尔尼接壤的市镇（或旧市镇、城区）包括：武特雷、圣苏珊和沙姆、帕雷讷、鲁埃塞瓦塞、圣但尼多尔克、布朗杜埃-圣让。
托尔塞维维耶-昂沙尔尼的时区为UTC+01:00、UTC+02:00（夏令时）。

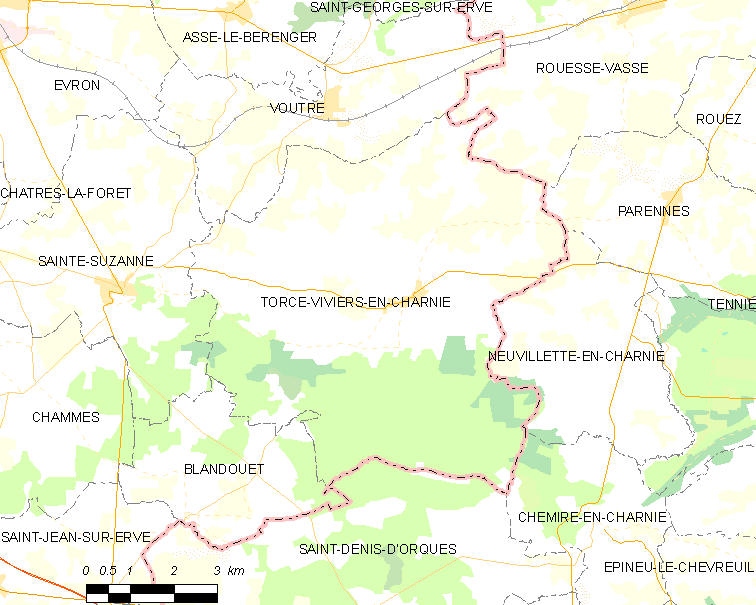
托尔塞维维耶-昂沙尔尼的OSM定位图

## 行政
托尔塞维维耶-昂沙尔尼的邮政编码为53270，INSEE市镇编码为53265。

## 政治
托尔塞维维耶-昂沙尔尼所属的省级选区为梅莱迪迈讷县。

## 人口
托尔塞维维耶-昂沙尔尼于2022年1月1日时的人口数量为770人。

1962-2008年间托尔塞维维耶-昂沙尔尼人口变化图示